# 铁路塔
铁路塔（德語：BahnTower）是一座位于德国首都柏林波茨坦广场东部的建筑，毗邻索尼中心，占地22000平方米，建筑总高度为103米，楼高26层。

## 历史
它建于1998年至2000年间，由德裔美籍建筑师赫尔穆特·扬（Helmut Jahn）设计，并由豪赫蒂夫股份公司和鹿岛建设株式会社建造。目前，铁路塔是德国铁路的控股公司位于柏林的总部。